# Јужни Вијетнам
Јужни Вијетнам, званично Република Вијетнам (виј. Việt Nam Cộng hòa), била је држава у јужном делу данашњег Вијетнама која је постојала до 1975. Она је добила међународно признање 1950. године, као Држава Вијетнам (1949–1955), а касније као Република Вијетнам (1955–1975). Главни град је био Сајгон (сада Хо Ши Мин). Изрази Јужни Вијетнам и Северни Вијетнам су ушли у свакодневну употребу 1954. године за време Женевске конференције, на којој је Вијетнам 17. паралелом подељен на северни комунистички и јужни некомунистички део.
Порекло и настанак Јужног Вијетнама се могу пратити до француске колоније Кохинхине, дела Француске Индокине, која је обухватала јужну трећину данашњег Вијетнаму. После Другог светског рата, Вијетмин, који је предводио Хо Ши Мин, је прогласио независност Вијетнама у Ханоју. Године 1949, некомунистички политичари формирали су ривалску владу Вијетнама у Сајгону коју је предводио бивши цар Бао Дај. Бао Даија је збацио премијер Нго Дин Зјем 1955. године, који је себе прогласио за председника након лажираног референдума. Након Диемовог свргавања у војном пучу 1963. године, на челу Јужног Вијетнама се налазио низ краткотрајних војних влада. Генерал Нгуен Ван Тхиеу је био на челу земље од 1967. до 1975. године. Вијетнамски рат је почео у 1959. са устанком комунистичког Вијетконга који је добијао помоћ од Северног Вијетнама. Рат је кулминирао офанзивом Тет из 1968. године, када се на страни Јужног Вијетнама борило преко 1,5 милиона јужновијетнамских и 500.000 америчких војника. Упркос мировном споразуму закљученом у јануару 1973, борбе су се наставиле све до 30. априла 1975. када је северновијетнамска армија заузела Сајгон.